# Шептицький Олег Романович
Оле́г Рома́нович Шепти́цький (нар. 1 вересня 1986, Судова Вишня) — український футболіст, нападник.

## Ігрова кар'єра
Народився 1 вересня 1986 року в Судовій Вишні Львівської області. Вихованець футбольної школи клубу «Карпати» (Львів). Перший тренер — Андрій Станіславович Андрусевич.
У дорослому футболі дебютував 2006 року виступами за «Карпати-2», узяв участь лише у 2 матчах чемпіонату.
Своєю грою за цю команду привернув увагу представників тренерського штабу клубу «Нафтовик-Укрнафта», до складу якого приєднався на початку 2007 року й у тому ж сезоні допоміг команді вперше в історії вийти до Вищої ліги, де й дебютував 5 серпня, вийшовши на останніх хвилинах матчу проти «Чорноморця» замість Васіла Гігіадзе. Усього відіграв за охтирську команду два роки своєї ігрової кар'єри.
На початку 2010 року уклав контракт зі «Львовом», у складі якого провів один рік своєї кар'єри гравця. Більшість часу, проведеного у складі «Львова», був основним гравцем атакувальної ланки команди.
До складу клубу «Тобол» (Костанай) приєднався на початку 2011 року й також провів один рік. За цей час устиг відіграти за команду з Костаная 18 матчів у національному чемпіонаті.
На початку 2012 року повернувся у «Львів», але вже влітку команда була розформована й Шептицький перейшов у білоцерківський «Арсенал».
У 2013—2016 роках грав на аматорському та професіональному рівні за винниківський «Рух», забивши загалом 106 м'ячів.
У 2016—2018 рр. грав за футбольний клуб СКК «Демня», із яким дійшов до 1/16 Кубка України з Футболу в сезоні 2017—2018.

## Досягнення
- Переможець Першої ліги: 2006/07